# White Wedding
White Wedding è un singolo del cantante britannico Billy Idol, pubblicato nel 1982 ed estratto dall'album Billy Idol.

## Tracce
- 7"

1. White Wedding
2. Hole in the Wall

- 12"

1. White Wedding (Parts 1 and 2)
2. White Wedding
3. Hole in the Wall

## Video
Il videoclip del brano è ambientato durante una celebrazione di nozze in stile goth e vede la partecipazione di Perri Lister, all'epoca fidanzata con Idol. Il video è stato diretto da David Mallet.